# Агріменсор

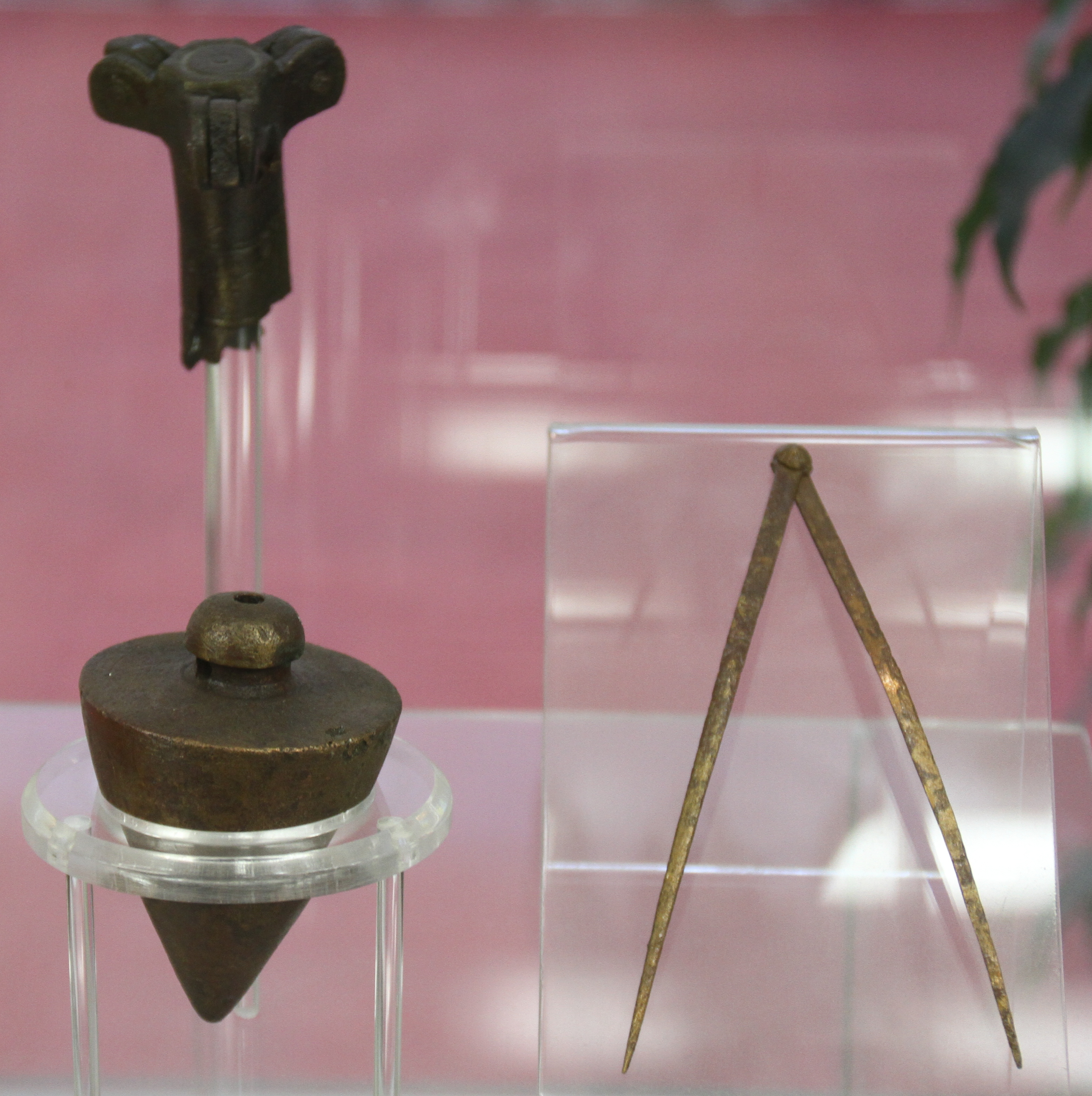
Обладнання, використовуване давньоримським землеміром (gromaticus), знайдене на місці Аквінку, сучасний Будапешт, Угорщина

Громатиці (від лат. лат. groma, gruma(грома), землемірна жердина) або агріменсор — назва землемірів у стародавніх римлян.

«Громатичні письменники» були технічними авторами , які кодифікували свої методи геодезії.

## Історія

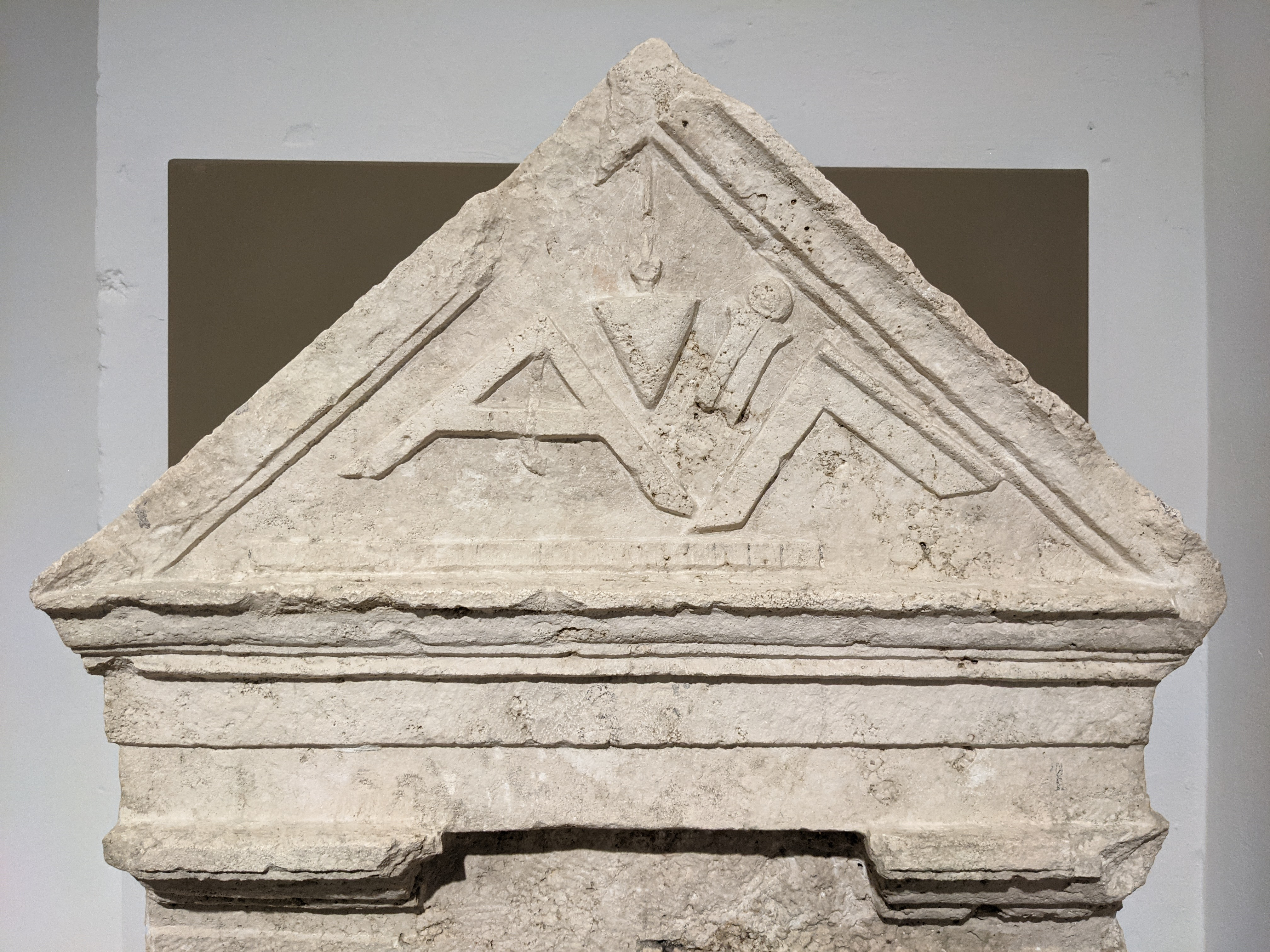
CIL VI 10588, Давньоримські вимірювальні інструменти

### Римська республіка
При заснуванні колонії і розподілі земель здійснювались ауспіції, для чого була необхідна присутність авгура. 
Але справа авгура не виходила за межі релігійної частини церемонії: поділ і вимірювання землі проводили професійні мірники. 
Це були фінітори (finitores), згадані ранніми авторами 
, 
які в пізніші періоди називалися менсори (mensores) і агріменсори (agrimensores). 
Справу фінітора могла виконувати лише вільна людина, а про почесний характер його посади свідчить правило, що за його послуги не було жодної угоди, а він отримував плату у вигляді подарунка. 
Ймовірно, фінітори також виступали як судді під назвою арбітрі (arbitri) (одноосібний арбітр) у тих суперечках про межі, які мали суто технічний, а не юридичний характер. 
Першим згаданим професійним землеміром є Луций Децидій Сакса, який був найнятий Марком Антонієм для планування таборів. 

### Римська імперія
За часів імперії дотримання ауспіції при заснуванні таборів і створенні військових колоній мало поважалося, а практика агріменсорів значно розширилася. 
Розподіл землі між ветеранами, збільшення кількості військових колоній, поселення італійських селян у провінціях, загальний огляд імперії за Августа, поділ приватних і державних володінь призвели до встановлення визнаної державою професійної корпорації геодезистів.
Ця практика також була кодифікована як система такими технічними авторами, як Секст Юлій Фронтін, Гай Юлій Гігін, Сікулій Флакк та іншими авторами громатики, як їх іноді називають. 
Викладачі геометрії у великих містах імперії проводили практичні заняття з системи громатики. 
Ця практична геометрія була однією з liberalia studia; 
  
але професори геометрії та вчителі права не були звільнені від обов'язку бути наставниками та від інших подібних обов'язків, факт, який показує підлеглий ранг, який тоді займали вчителі елементарних наук.
Агріменсор міг позначити межі центурій і відновити межі там, де вони були переплутані, але його не могли призначити без доручення імператора. Військові особи різних станів також іноді згадуються як практикуючі землеміри для вирішення суперечок про межі. 
Нижчий ранг професійного агроменсора, на відміну від фінітора попередніх періодів, демонструє той факт, що в імперський період міг існувати контракт з агріменсором про оплату йому за його послуги.

### Пізня імперія
Агріменсор пізнішого періоду використовувався лише в суперечках щодо меж володінь. 
Заснування колоній і призначення земель тепер були менш поширеними, хоча ми читаємо про колонії, засновані до пізнього періоду імперії, і межі земель, мабуть, були встановлені належним чином. 

Тих, хто розмічав землю в таборах для солдатських наметів, також називають менсорами, але вони були військовиками. 

Функції агрімензора показано уривком Гігіна 

у всіх питаннях щодо визначення меж за допомогою знаків (signa), площі поверхонь, а також пояснення карт і планів, послуг агріменсора були обов'язковими: у всіх питаннях, що стосувалися власності, права дороги, користування водою та інших сервітутів (servitutes), їх не використовували, бо це були суто юридичні питання. 
Тому вони зазвичай або самі наймалися сторонами для встановлення меж, або діставали вказівки для цієї мети від юдекса. 
У цій якості вони були адвокатами. 
Але вони також діяли як судді й могли виносити остаточне рішення в тому класі менших питань, які стосувалися quinque pedes Lex Mamilia (закону, який встановлює, які межові простори не підлягають usucapio), згідно з Фронтином. 

За часів християнських імператорів назва менсор була змінена на агріменсор, щоб відрізняти їх від іншого класу менсорів, які згадуються в кодексах Феодосія I та Юстиніана I. 

Рескриптом Костянтина I і Константа (344 р. н. е.) вчителі та учні геометрії отримали імунітет від цивільних зобов'язань. 
Відповідно до конституції Феодосія II і Валентиніана III (440 р. н. е.), 

вони отримали юрисдикцію в питаннях alluvio; але деякі автори не погоджуються, що цей важливий уривок є справжнім. 

Відповідно до іншої конституції тих самих імператорів, агріменсор мав отримувати ауреус від кожного з будь-яких трьох примежевих власників, чиї межі він встановлював, і якщо він встановлював право між власниками, він отримував ауреус за кожну дванадцяту частину власності, через яку плату відновлено межі. 
Крім того, за іншою конституцією тих самих імператорів 

молоді агріменсори мали називатися кларіссимі (clarissimi), поки вони були студентами, а коли вони починали практикувати свою професію, спектабілес (spectabiles). 

## Письменники і твори
Найдавнішим із громатичних авторів був Фронтін, чия «De agrorum qualitate», присвячена юридичному аспекту професії, була предметом коментаря Агенія Урбіка, християнського теолога. 
При Траяні Бальб, який супроводжував імператора в його дакійському поході, написав досі збережений посібник з геометрії для землемірів («Expositio et ratio omnium formarum або mensurarum», ймовірно, за грецьким оригіналом Герона), присвячений Цельсу, який винайшов вдосконалений громатичний інструмент (можливо, діоптру, що нагадує сучасний теодоліт).
Дещо пізніше за Траяна був Сикулій Флакк («De condicionibus agrorum», зберігся), тоді як найцікавіший трактат на цю тему, написаний варварською латиною під назвою «Casae litterarum» (довгий шкільний підручник), є працею Інокентія (IV-V століття). Сумнівно, чи Боецій є автором приписуваних йому трактатів. «Gromatici veteres» також містить витяги з офіційних реєстрів (ймовірно, що належать до V століття) колоніальних та інших земельних обстежень, списки та описи межових каменів, а також витяги з Феодосійського кодексу. 

На думку Моммзена, колекція виникла в V столітті в офісі вікарія (намісника єпархії) Риму, який мав кілька геодезистів. 
Землеміри були відомі під різними назвами: децемпедатор (що стосується використовуваного інструменту); фінітор , метатор або менсор кастрорумза часів республіки; togati Augustorum як імперські цивільні чиновники; професор, ауктор як професійні викладачі. 

Найкращим виданням Громатиці («Gromatici») є Карл Лахман та інші (1848) з додатковим томом «Die Schriften der römischen Feldmesser» (1852). 
Видання Карла Улофа Туліна 1913 року містить лише кілька робіт. 
Видання Браяна Кемпбелла 2000 року є набагато ширшим і також містить англійський переклад. 